# Zapadni Liang
Zapadni Liang (kineski: 西凉; 400. – 421.) je bila kineska država u današnjoj provinciji Gansu, poznata kao jedno od Šesnaest kraljevstava. Osnovao ju je kineski klan Li čiji se član Li Gao 400. odmetnuo od države Sjeverni Liang. Godine 421. je ponovno pala pod vlast države Sjeverni Liang.  
Li Yuan (car Gaozu), osnivač kineske dinastije Tang, bio je daleki potomak vladara Zapadnog Lianga.

## Vladari Zapadnog Lianga
| Hramsko ime                             | Postumno ime         | Prezime i ime        | Duljina vladavine | Prijestolno ime i duljina trajanja                                  |
| --------------------------------------- | -------------------- | -------------------- | ----------------- | ------------------------------------------------------------------- |
| Konvencionalno kineski: prezime, pa ime |                      |                      |                   |                                                                     |
| Taizu (太祖 Tàizǔ)                      | Wuzhao (武昭 Wǔzhāo) | Li Gao (李暠 Lǐ Gǎo) | 400. – 417.       | Gengzi (庚子 Gēngzǐ) 400. – 405. Jianchu (建初 Jiànchū) 406. – 417. |
| Did not exist                           | Houzhu (後主 Hòuzhǔ) | Li Xin (李歆 Lǐ Xīn) | 417. – 420.       | Jiaxing (嘉興 Jīaxīng) 417. – 420.                                  |
| Did not exist                           | Houzhu (後主 Hòuzhǔ) | Li Xun (李恂 Lǐ Xún) | 420. – 421.       | Yongjian (永建 Yǒngjiàn) 420. – 421.                                |

## Poveznice
- Wu Hu
- Gansu
- Dunhuang
- Jiuquan